# Würzjoch
Das Würzjoch (ladinisch Ju de Börz; italienisch Passo delle Erbe) ist ein 1982 m s.l.m. hoher Gebirgspass in den Südtiroler Dolomiten (Italien). Das Würzjoch verbindet das von Osten kommende Untermoital mit dem von Norden heraufsteigenden Lüsner Tal bzw. großräumiger das Gadertal mit dem Eisacktal. Von Westen erreicht auch das Aferer Tal die Passlandschaft; der Übergang vom Aferer zum Lüsner Tal, das 1866 m hohe Kofeljoch bzw. Halsl, liegt rund drei Kilometer westlich unterhalb vom Würzjoch. Gegen Süden steigen die im Naturpark Puez-Geisler unter Schutz gestellten Hänge vom Würzjoch zum Peitlerkofel an, im Norden erheben sich die sanften Böden der Lüsner Alm. Das Würzjoch liegt auf dem Gemeindegebiet von St. Martin in Thurn. Auf dem Passhöhe befinden sich ein Gastbetrieb und ein Haus der Dompfarre Bozen.

## Verkehr
Für den Kraftverkehr ist das Würzjoch durch zwei Landesstraßen erschlossen. Die an einigen Stellen enge, aber gut ausgebaute Landesstraße 29 verbindet das Eisacktal im Westen mit dem Gadertal im Osten; in ihrem Verlauf steigt sie durch das Aferer Tal bergan, überwindet das Kofeljoch und das Würzjoch und steigt schließlich durch das Untermoital bergab. Die nochmals engere Landesstraße 30 führt vom nordseitigen Lüsner Tal herauf und trifft knapp westlich unter dem Würzjoch auf die Landesstraße 29. Eine weitere Zufahrtsmöglichkeit ergibt sich aus südwestlicher Richtung über das Villnößtal: Die von dort kommende Landesstraße 163 wechselt am Russiskreuz über die Wasserscheide ins obere Aferer Tal und mündet unterhalb des Kofeljochs in die Landesstraße 29.
Das Verkehrsaufkommen ist gemessen an anderen, wichtigeren Alpenpässen niedrig. Im Winter ist das Würzjoch geschlossen, die Passhöhe bleibt aber von der Westseite her erreichbar. In dieser Zeit führt auch eine Skilanglaufloipe auf das Würzjoch.

## Geschichte
Der ladinische Sprachforscher Lois Craffonara vermutet, dass über das Würzjoch schon seit Urzeiten ein Weg führte, der das Eisacktal mit dem Gadertal verband. In der Nähe des Joches befand sich der „Crep de la Scritüra“, der „Fels mit der Schrift“, der jedoch beim Neubau der Straße zerstört wurde, ohne dass vorher eine Fotografie der dortigen alten rätselhaften Inschrift gemacht wurde, sodass man jetzt auf Mutmaßungen angewiesen ist. Es könnte sich um eine römische Wegeinschrift gehandelt haben.

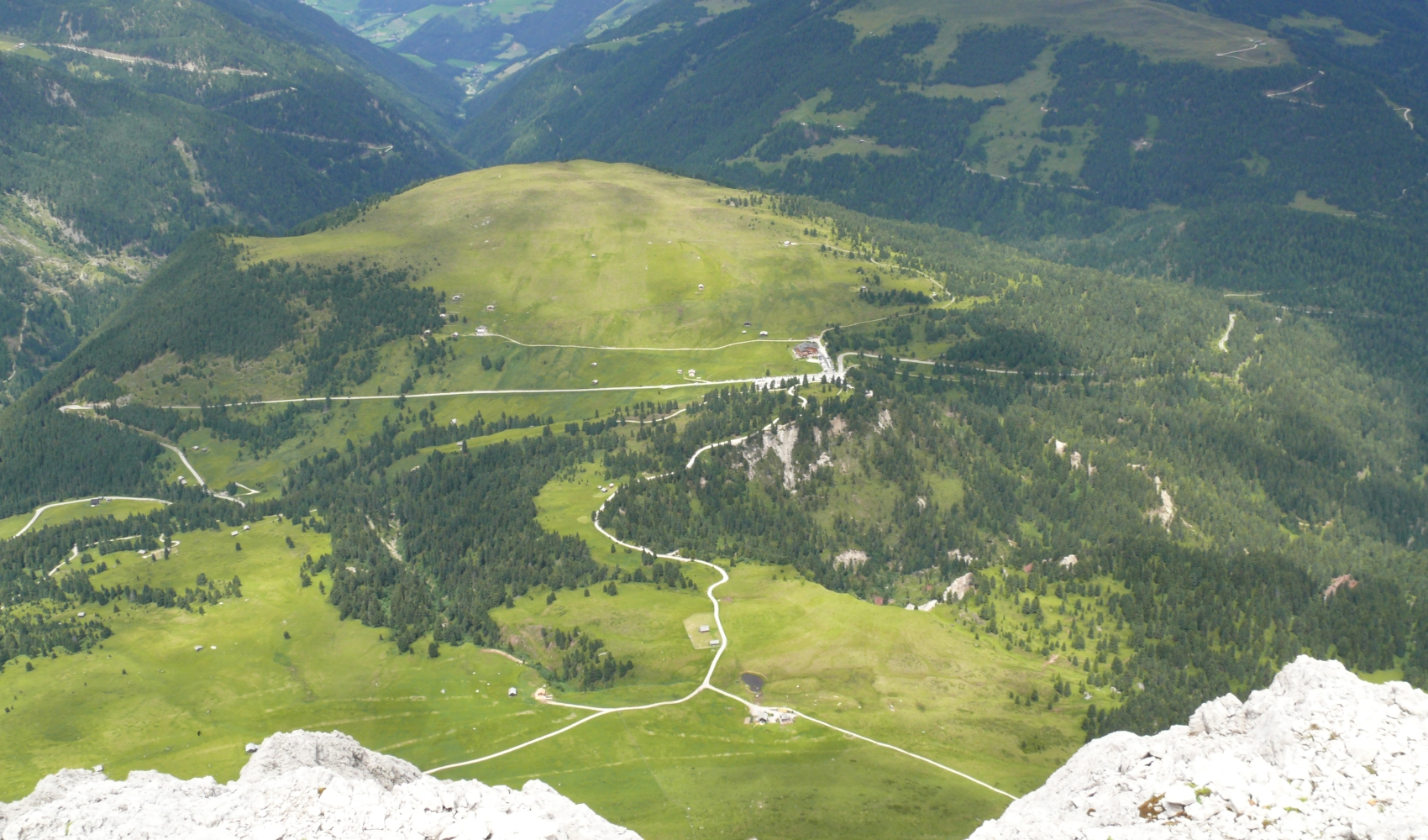
Blick vom Peitlerkofel zum Würzjoch